# Село Малика Габдуллина
Малика Габдуллина (каз. Мәлік Ғабдуллин, до 2010 г. — Пухальское) — село в Зерендинском районе Акмолинской области Казахстана. Административный центр Сельского округа Малика Габдуллина. Код КАТО — 115655100.

## География
Село расположено на юге района, в 22 км на восток от центра района села Зеренда. Возле села расположено озеро Баргиз. Близ села проходит автодорога Р-8 (Щучинск — Зеренда)

### Улицы[3]
- ул. Азаттык,
- ул. Достык,
- ул. Жас даурен,
- ул. Жибек жолы,
- ул. Зеленая,
- ул. Целинная.

Решением акима сельского округа Малика Габдуллина от 7 ноября 2018 года, в селе была переименована 1 улица.
Решением акима сельского округа Малика Габдуллина от 29 декабря 2020 года, в селе были переименованы 3 улицы.

### Ближайшие населённые пункты
- село Ортаагаш в 5 км на западе,
- село Карауыл Конай-бия в 7 км на востоке,
- аул Малые Тюкты в 7 км на юге,
- село Койсалган в 10 км на севере.

## Население
В 1989 году население села составляло 1053 человек (из них казахов 35%, русских 32%).
В 1999 году население села составляло 773 человека (370 мужчин и 403 женщины). По данным переписи 2009 года, в селе проживало 555 человек (269 мужчин и 286 женщин).
| Численность населения | Численность населения | Численность населения |
| 1989                  | 1999                  | 2009                  |
| --------------------- | --------------------- | --------------------- |
| 1053                  | ↘773                  | ↘555                  |